# Російська Леді 00000
«Російська Леді 00000» (іменована також Russian Lady 00000, Ukrainian sz, номер S06s за класифікацією ENIGMA2000) — короткохвильова номерна радіостанція, імовірно українського походження. S06s це російський мовний мод. Англійський мод має номер E17z за класифікацією ENIGMA2000. Автоматизований голос жінки. Високий, дещо дитячий. Непарна вимова 5 і 9.

## Режим роботи
Усі розклади S06s є щотижневими і складаються з двох однакових передач за 10 хвилин. Кожна передача використовує одну з трьох різних частот залежно від місяця — одна з листопада по лютий, інша з травня по серпень і ще одна для решти місяців. Тризначний ідентифікатор ідентифікує конкретний графік.
Тести проводяться перед кожною передачею: за 10 хвилин до першої та за 2 хвилини до другої. Вони складаються з довгого тону 1200 Гц, за яким слід трирозрядний ідентифікатор майбутньої передачі, промовлений один раз.
Кожен графік містить два повідомлення протягом місяця — одне на 1 та 2 тижня, а інше на 3 та 4 тижні; жодне повідомлення не надсилається на п'ятому тижні. Як правило, в преамбулі не повторюється жодна цифра, тоді як трирозрядні групи починаються лише з 2, 4, 5, 8 або 9. Усі повідомлення мають довжину принаймні п'ть груп, і цілі рядки груп часто використовуються повторно.

## Місцезнаходження
Місце первинного передавача розташоване на північ від Рівного. Окрім S06s / E17z, цей передавач також здійснює цифрову діяльність, використовуючи власні системи, як широкомовні, так і точкові. Однією з визначених цілей зв'язку «точка-точка» була Українська миротворча операція у Демократичній Республіці Конго.

## У культурі
- Запис роботи станції був у альбомі «The Conet Project».